# Hermann Peters (Heimatpfleger)
Konrad Hermann Emil Peters (geboren 1869 in Badenhausen am Harz; gestorben 1947 in Göttingen) war ein evangelischer Pfarrer, Lehrer, Schulinspektor und Schulrat. 

## Leben
Peters immatrikulierte sich am 16. Mai 1889 für das Studium der Theologie an der Universität Erlangen. Von 1900 bis 1906 war er Pastor in der Kirchengemeinde Damnatz (Kirchenkreis Lüchow-Dannenberg).
Nach dem Ersten Weltkrieg war Peters der maßgebliche Mitbegründer des Bundes für niedersächsische Volkshochschulen und Volksbildungsheime. Ab 1924 leitete er als Vorsitzender den Heimatbund Niedersachsen, parallel dazu war er von 1927 bis 1929 Vorsitzender des Niedersächsischen Ausschusses für Heimatschutz.
1926 leitete der damals auch als Schulrat und Pastor tätige Peters in Hannover anlässlich der 200-Jahr-Feier der Herrenhäuser Allee als Vorsitzender einen Ausschuss im Bürgerverein Königsworth. Ein weiterer Ausschuss hatte die Aufgabe, „im Benehmen mit der Cumberlandischen Vermögensverwaltung die Erhaltung und den Wiederaufbau der ehemals königlichen Gärten zu fördern.“
Am 3. März 1932 wurde Peters Ehrenmitglied im Heimatbund Niedersachsen.

## Schriften (Auswahl)
- Berufliche Heimatkunde und einheitlicher Lehrplan für ländliche Fortbildungsschule. Arbeitsprogramm für Wohlfahrtspflege als Beitrag zum Glück auf dem Lande. Ministerial-Erlasse und -Statistik, Ortsstatut, im Anschluß an Theorie und Praxis der ländlichen Fortbildungsschule von Hermann Peters, Pastor in Damnatz a.E. (= Theorie und Praxis der ländlichen Fortbildungsschule im Zusammenhang mit der Volksschule), Hildesheim: Druck und Verlag von Gebr. Gerstenberg, 1906
  - Berufliche Heimatkunde im Dienste der Wohlfahrtsarbeit. Ein Beitrag zum Glück auf dem Lande, im Anschluß an „Theorie und Praxis der ländlichen Fortbildungsschule“ (= Ländliche Fortbildungsschule), 2., erweiterte und vermehrte Auflage, Hildesheim: Gerstenberg, 1909
- Allgemeines Bedürfnis und besondere Aufgabe der ländlichen Fortbildungsschule im Zusammenhang mit der Volksschule / von Pastor H. Peters (Damnatz a.E., Kr. Dannenberg), Leipzig: Verlag von Hugo Voigt, 1906;
- Lehrmittel-Verzeichnis für Beschaffungspläne niedersächsischer Volksschulen auf Grund des Ministerial-Erlasses U III A 1329/23, 1. U III E, U VI vom 25. Juli 1924 / unter fachmännischer Mitwirkung zusammengestellt von Peters, Hannover: Fr. Cruse's Buchhandlung, 1926; Inhaltsverzeichnis
- Bertold Wiese, Hermann Peters, Christian Nienaber, Gerd Thoden (Bearb.): Auf heimischer Scholle. Rechenbuch für ländliche Fortbildungsschulen, landwirtschaftliche Lehranstalten und gewerbliche Berufsschulen Niedersachsens,
  - Bd. 1: [Hauptwerk], 27.–30. Tsd., Hannover: Carl Meyer, 1926; Inhaltsverzeichnis
  - Bd. 2: Auflösungen ... Mit einer Anleitung für das Kopf- und Wiederholungsrechnen (das sogenannte Zehnminutenrechnen) in der Berufsschule, Hannover: C. Meyer, 1927
- Auf heimischer Scholle. Rechenbuch für die männliche und weibliche Landjugend Niedersachsens (ländliche Fortbildungsschulen, landwirtschaftliche Lehranstalten und gewerbliche Berufsschulen), 35.–38. Tsd., Hannover: C. Meyer, 1929 [Ausgabe 1928]; Inhaltsverzeichnis
- Zwischen Weser und Leine. Aus dem Calenberger Lande mit Grenzgebieten. Ein niedersächsächsisches Heimatbuch, hrsg. unter fachmännischer Mitarbeit von Hermann Peters,
  - Bd. 1: Natur und wirtschaftliches Leben, Hannover: Verlag von C. V. Engelhard & Co., 1927; Inhaltsverzeichnis
- Hermann Peters, Heinrich Clausen: Geschäftskunde und Schriftverkehr in Berufs- und Fortbildungsschulen, Hannover, Nikolaistraße 36 a: Hannoverscher Lehrmittel-Verlag W. Hoffmeister, 1926; Inhaltsverzeichnis
  - 3. Auflage, 1929; Inhaltsverzeichnis
- Festbericht zum Niedersachsentage Hannover 1926. 25 Jahre Heimatbund, Hannover: Culemannsche Buchdruckerei, 1926
- Heinrich Clausen, Kurt Najork, Hermann Peters: Geschäftskunde und Schriftverkehr des Landwirts. Ein Hilfsbuch für landwirtschaftliche Schulen, 1. Auflage, Hannover [Nikolaistr. 36a]: Hannoverscher Lehrmittel-Verlag, 1927; Inhaltsverzeichnis
- Hermann Peters, Heinrich Clausen: Geschäftskunde und Schriftverkehr in Berufs- und Fortbildungsschulen, 3. Auflage, Hannover: Hannoverscher Lehrmittel-Verlag W. Hoffmeister, 1929; Inhaltsverzeichnis
- Paul Metschies, Hermann Peters: Verordnungsbuch für das ländliche Fortbildungsschulwesen im Regierungsbezirk Hannover. Eine Sammlung der einschlägigen Gesetze, Erlasse und gerichtlichen Entscheidungen über das ländliche Fortbildungsschulwesen in Preussen, nebst den diesbezüglichen Sonderbestimmungen für den Regierungsbezirk Hannover, Halle: Schroedel; Inhaltsverzeichnis